# Eisen(II)-disulfid
Eisen(II)-disulfid ist das Disulfid des zweiwertigen Eisens mit der Formel FeS2. Natürlich kommt es mineralisch als Pyrit und als Markasit vor.

## Gewinnung und Darstellung
Eisen(II)-disulfid kann durch Erhitzen von Eisen(II)-sulfid mit Schwefel hergestellt werden:
{\displaystyle \mathrm {FeS+S\longrightarrow FeS_{2}} }
Ebenso entsteht Eisen(II)-disulfid beim Überleiten von Schwefelwasserstoff H2S über Eisen(III)-oxid bei Rotglut:.
{\displaystyle \mathrm {Fe_{2}O_{3}+4\ H_{2}S\longrightarrow 2\ FeS_{2}+3\ H_{2}O+H_{2}} }

## Eigenschaften

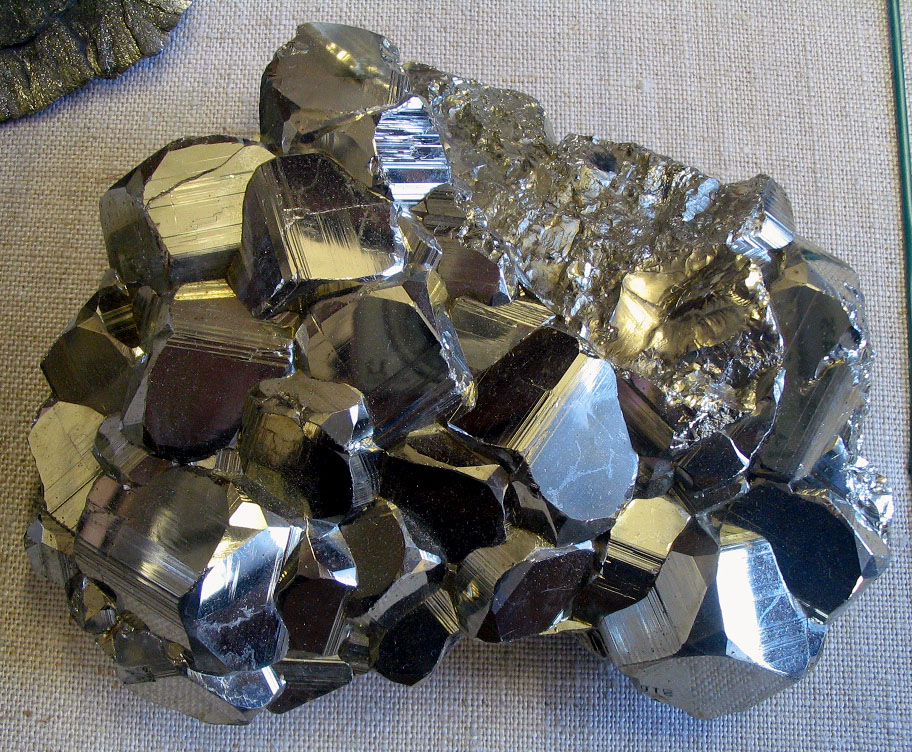
Pyritkristalle aus Huansala, Huánuco Dep., Peru

Reines Eisen(II)-disulfid bildet gold- bzw. messinggelbe Kristalle. In der kubischen Kristallform kommt Eisen(II)-disulfid in der Natur als Pyrit vor. Erhitzt man Pyrit an der Luft („Rösten“), so spaltet er Schwefel ab und verbrennt dabei zu Schwefeldioxid SO2 und Eisen(III)-oxid Fe2O3:
{\displaystyle \mathrm {4\ FeS_{2}+11\ O_{2}\longrightarrow 2\ Fe_{2}O_{3}+8\ SO_{2}} }
Es reagiert, ebenso wie Eisen(II)-sulfid, mit Säuren unter Bildung von Schwefelwasserstoff (das in diesem Falle zunächst gebildete Disulfan (H2S2) ist bei Normalbedingungen instabil und zerfällt zu H2S und Schwefel).

## Verwendung
Früher wurde Eisen(II)-disulfid in großen Mengen für die Herstellung von Schwefelsäure H2SO4 verwendet. Heutzutage wird es für die Kathode der Lithium-Eisensulfid-Batterie benutzt. In steinzeitlichen Schlagfeuerzeugen wurde Schwefelkies benutzt, um Funken zu schlagen.